# Vinbarbitale
Il vinbarbitale è un ipnotico e sedativo barbiturico, ad azione media-breve, ben tollerato e molto adatto anche per uso pediatrico. È indicato nell'insonnia nervosa e trova inoltre impiego come sedativo generale in pediatria e psichiatria, come prenarcotico e nel parto. 
Si presenta come una polvere bianca, igroscopica, inodora, con sapore amaro, solubile in alcool ed in acqua: la soluzione acquosa (1:100) è alcalina alla fenolftaleina con pH 8,5-9,5. Poco solubile in etere e cloroformio.